# Амедео Амброн
Амедео Амброн (італ. Amedeo Ambron, 23 січня 1939) — італійський ватерполіст.
Олімпійський чемпіон 1960 року.